# U 405
U 405 war ein deutsches Unterseeboot des Typs VII C, das im U-Boot-Krieg des Zweiten Weltkriegs durch die Kriegsmarine im Nordmeer, im Nordatlantik und in der Biskaya eingesetzt wurde.

## Technische Daten
Die Danziger Werft AG lieferte im Laufe des Zweiten Weltkrieges insgesamt 42 U-Boote vom Typ VII C und der Modifikation VII C/41 an die Kriegsmarine aus. U 405 gehörte zum zweiten Bauauftrag, der an diese Werft erging und insgesamt vier VII C-Boote umfasste. Dieses Modell wurden wegen seiner Ausdauer und Einsatzfähigkeit, auch „Atlantikboot“ genannte. Ein 67 m langes VII C-Boot verdrängte unter Wasser 865 m³ und über Wasser 761 m³. Zwei Dieselmotoren erzielten bei Überwasserfahrt eine Geschwindigkeit von 17 kn, während bei Unterwasserfahrt zwei Elektromotoren das Boot zu einer Geschwindigkeit von 7 kn antrieben. Die Bewaffnung der VII C-Boote bestand bis 1944 aus einer 8,8-cm-Kanone und einer 2-cm-Flak an Deck, sowie vier Bugtorpedorohren und einem Hecktorpedorohr. Üblicherweise führte ein VII C-Boot 14 Torpedos mit sich. Im September 1941 wurden von allen deutschen Werften insgesamt zehn Boote des Typs VII C an die Kriegsmarine ausgeliefert. Korvettenkapitän Rolf Henrich Hopman stellte U 405 am 17. September in Dienst.

## Kommandant
Rolf Henrich Hopman wurde am 26. März 1906 als Sohn von Vizeadmiral Albert Hopman in Kiel geboren und trat 1926 in die Reichsmarine ein. Bei Kriegsbeginn fuhr er als 1. Offizier auf dem Zerstörer Z 19 Hermann Künne und nahm am Unternehmen Weserübung teil. Bei der Schlacht um Narvik wurde er an Land eingesetzt. Bis Frühjahr 1941 diente Hopman als Generalstabsoffizier und übernahm dann, nach Absolvierung seiner U-Bootausbildung und eines U-Bootkommandantenlehrgangs, das Kommando auf U 405.

## Einsatz und Geschichte
Bis Februar 1942 unterstand U 405 als Ausbildungsboot der 8. U-Flottille in Danzig und unternahm Übungsfahrten zum Training der Besatzung. Obwohl das Boot dann der in Brest stationierten 1. U-Flottille zugeteilt wurde, operierte es fortan von Drontheim und Bergen aus. Ab Juli 1942 war es dann der hier stationierten 11. U-Flottille unterstellt. Im Frühjahr 1943 verlegte U 405 nach Frankreich und gehörte ab dann zur 6. U-Flottille in Saint-Nazaire.

### Bootsemblem
Die Besatzungen der meisten deutschen U-Boote entschieden sich bereits während der Zeit als Ausbildungsboot für ein Kennzeichen, das am Turm aufgemalt und an der Mütze getragen wurde. Als beim Passieren eines Eisschollenfeldes eine Eisbärenfamilie gesichtet wurde, beschloss man, als U-Bootemblem einen Eisbär auf einer Scholle zu wählen, der über die Dienstzeit von U 405 hinweg in mehreren Ausführungen den Turm zierte.

### Angriff auf SC 121
Im Februar 1943 brach ein alliierter Geleitzug mit der Kennung SC 121 von New York nach Europa auf, der aus 59 Schiffen bestand, die – verhältnismäßig unzureichend – lediglich durch eine kleine Gruppe von Geleitschiffen gesichert waren. Kommandant Hopman entdeckte SC 121 und aufgrund seiner Meldung stellte die U-Bootführung aus den im Seegebiet befindlichen deutschen U-Booten zwei U-Bootgruppen – Ostmark und Westmark – zusammen, die nach den Vorgaben der von Karl Dönitz entwickelten Rudeltaktik das Gefecht mit dem Konvoi aufnehmen sollten. Von den 27 U-Booten, die in den U-Bootgruppen Ostmark und Westmark zusammengestellt wurden, befanden sich 18 auf ihrer Jungfernfahrt und weitere wurden von unerfahrenen Kommandanten befehligt, die noch keine eigenständige Feindfahrt absolviert hatten. Zunächst schlossen einige der Westmark-Boote zur Position von U 405 auf und begannen am 7. März bei unruhigem Seegang – infolge aufkommender Winde – mit dem Angriff auf SC 121. Zwei Tage später hatte sich der Sturm zu einem Orkan ausgewachsen, aber es gelang einigen der Westmark-Boote, am Geleitzug zu bleiben und insgesamt 8 Schiffe zu versenken. Kommandant Hopman attackierte das Flaggschiff des Geleitzugs und versenkte dieses und ein zur Verteidigung herbeigeeiltes gepanzertes Landungsfahrzeug. In den Morgenstunden des 9. März trafen von Island entsandte alliierte Kriegsschiffe ein und verstärkten den Geleitschutz. Inzwischen war auch der Sturm abgeklungen und die Luftsicherung war verstärkt worden. Die deutschen U-Boote stellten daraufhin ihre Angriffe ein. Der Verlust von 12 Schiffen und zwei Geleitzugschiffen aus einem einzigen Konvoi war eine Art trauriger Rekord, für den die amerikanische Geleitschutzgruppe bei Ankunft von ihren britischen Alliierten kritisiert wurde. Aus den zwei Geleitzügen, die die amerikanische Escort Group A3 im Frühjahr 1943 zu schützen hatte, waren nun insgesamt 26 Schiffe verlorengegangen. Die Gesamtverluste der Alliierten beliefen sich gegen Mitte des Monats auf 70 Schiffe, von denen 60 in Geleitzügen, wie HX 229 verlorengegangen waren. Der Erste Seelord, Dudley Pound, stellte unter dem Eindruck dieser Rückschläge das alliierte Geleitzugsystem als Ganzes in Frage. Die hierzu getroffene, oft kolportierte Einschätzung der britischen Befehlshaber, dass es den Deutschen im März 1943 fast gelungen wäre, „das Band“ zwischen Amerika und Europa „zu zerreissen“, wurde nachträglich von Karl Dönitz und anderen oft in rechtfertigender Absicht und als Nachweis des Erfolgs der von deutscher Seite verfolgten Strategie herangezogen. Der Wortlaut entstammt aber einer späteren Bewertung der Briten – von Herbst 1943- und wurde also im Nachhinein getroffen, nämlich zu einem Zeitpunkt, an dem sich die Verhältnisse bereits völlig umgekehrt hatten. Während – ungeachtet der schweren Verluste einiger weniger Konvois – ein Dutzend Geleitzüge weitestgehend unbehelligt den Atlantik passierten, waren der Kriegsmarine zum März bereits 41 Boote verlorengegangen. Als im Mai 1943 nochmals 41 U-Boote vernichtet wurden, sah sich Karl Dönitz seinerseits gezwungen, den U-Boot-Krieg von deutscher Seite auszusetzen.

### Versenkung

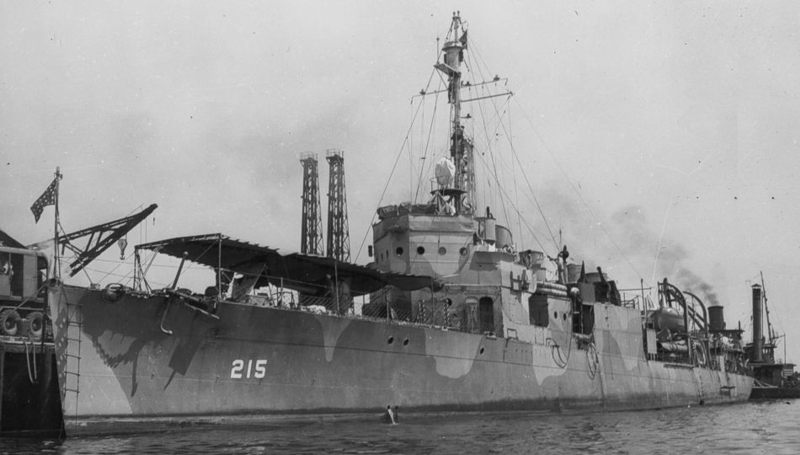
USS Borie

Ende Oktober 1943 spürte eine Kampfgruppe um den Flugzeugträger USS Card einige deutsche U-Boote auf. Hierzu gehörte auch U 405, das von dem Zerstörer Borie angegriffen wurde. Als der Zerstörer zum Wasserbombenangriff ansetzte, klinkten fast alle Wasserbomben versehentlich gleichzeitig aus und rollten ins Wasser. Die anschließenden Detonationen beschädigten U 405 dennoch so schwer, dass sich Kommandant Hopman entschied, das Boot auftauchen zu lassen. Während die Deutschen an Deck stürmten und versuchten, ihre Artillerie zu bemannen, bestrich die Borie das U-Boot mit Maschinengewehrfeuer und setzte zu einem Rammstoß an. Es gelang Kommandant Hopman durch ein rasches Manöver, die Wucht des Zusammenstoßes zu mindern, indem er ausnutzte, dass der anlaufende Zerstörer durch eine Welle angehoben wurde, und die Borie setzte auf dem Deck des U-Bootes auf. Während der nun folgenden zehn Minuten, in denen sich U-Boot und Zerstörer nicht voneinander lösen konnten, gelang es der Besatzung der Borie wegen des ungünstigen Winkels nicht, ihre schwere Artillerie zum Einsatz zu bringen – die Männer nutzten daher Handfeuerwaffen und einzelne amerikanische Matrosen warfen improvisierte Wurfgeschosse auf das Deck von U 405. Als beide Schiffe wieder freikamen, war der Zerstörer erheblicher beschädigt als das U-Boot, das nun zu fliehen versuchte. Der Zerstörer nahm – geleitet vom Radar – die Verfolgung auf und als der Kommandant das Wasser mit Suchscheinwerfern ableuchten ließ, geriet U 405 in den Lichtkegel. Das entdeckte U-Boot versuchte nun seinerseits, die Borie zu rammen. Drei weitere Treffer mit auf geringe Tiefe eingestellten Wasserbomben stoppten diese Attacke und U 405 blieb regungslos liegen. Nun lief der Zerstörer ab, um den Abstand zu vergrößern und versenkte das an der Oberfläche treibende U-Boot mit Artilleriefeuer. Als die Borie sich wieder näherte, überlief der Zerstörer die im Wasser treibenden Deutschen. Der Kommandant Hutchins hatte ein Ausweichmanöver fahren lassen, da er wähnte, von einem weiteren U-Boot angegriffen zu werden – und leitete keine weiteren Rettungsmaßnahmen ein.  Die gesamte Besatzung starb, als U 405 in der Nacht zum 1. November auf der Position 49°00'N 31°14'W versank.
Die USS Borie war ihrerseits so schwer beschädigt, dass sie wenige Stunden später von der Besatzung aufgegeben, und durch einen Avenger-Torpedobomber versenkt werden musste. Bei dem Versuch, zu den Rettungsschiffen zu schwimmen, starben 27 Mann der Besatzung der Borie, die während des Duells mit U 405 keine Verluste zu verzeichnen gehabt hatte.
Kommandant Hutchins und der Leitende Ingenieur der Borie erhielten das Navy Cross. Kommandant Korvettenkapitän Hopman, Sohn des Vizeadmirals Albert Hopman, erhielt posthum am 5. Januar 1944 das Deutsche Kreuz in Gold.